# David Charcos Gastón
David Charcos (Granollers, 9 de maig de 1975), natural de Montmeló, fou un futbolista català que ocupava la posició de defensa central. La seva gran envergadura i bona col·locació al camp li permetien dominar el joc aeri amb facilitat i anticipar-se a les pilotes dividides amb contundència i seguretat. Acumulà un total de més de 400 partits oficials en categories professionals i amateurs.

## Trajectòria
Format en els planters, entre d'altres, del RCD Espanyol i CF Damm, inicià la seva etapa professional amb la UDA Gramenet la temporada 1994-1995, debutant en competició oficial el 28 d'agost en un partit de la Copa Catalunya. No pogué completar aquest primer curs per haver-se d'incorporar al servei militar a mitjans de novembre, però l'any següent ja disputà 14 partits i despertà l'interès d'alguns equips de Primera Divisió. Finalment fou recuperat per l'Espanyol a la temporada 1996-1997 amb destí al segon equip. Debutà amb el primer equip de José Antonio Camacho el 8 d'octubre de 1997, en el partit d'anada de la segona ronda de la Copa del Rei contra la UE Figueres al Municipal de Vilatenim (1-1). Sortí de titular i fou substituït al descans per Àlex Fernández. El debut a la lliga hauria d'esperar fins al 17 de desembre del mateix any: a la jornada 17, i condicionat per les baixes de Cristóbal, Pochettino i Torres Mestre, Camacho l'alineà de titular a Sarrià davant del Racing de Santander (0-0), essent substituït al minut 64 per Nenad Pralija.
El juliol de 1998 signà un contracte de dues temporades amb l'Atlètic de Madrid, amb fitxa en el filial, que en aquella època militava a la Segona Divisió. Debutà en aquesta categoria el 29 d'agost davant l'Hèrcules CF (2-3). El 13 d'abril de 1999 fou operat d'una osteopatia al pubis motiu pel qual es perdé el que quedava de temporada. Romangué una temporada més a l'Atlético B, essent titular indiscutible, tot i que no pujà al primer equip.
El juny del 2000, amb la carta de llibertat sota el braç, signà per tres anys amb el CD Tenerife de Rafa Benítez, equip amb el qual tingué un desafortunat debut, el 2 de setembre del 2000, quan al minut 3 de la primera jornada de lliga, una indecisió entre ell i dos companys més —l'altre central Lussenhoff i el porter Sergio Aragoneses— li costava a l'equip insular la derrota al camp de l'Albacete Balompié (1-0).
El 2003 marxà al Terrassa FC, on seria titular durant dues temporades.
El 2005 fitxà per la UD Salamanca, amb qui ascendí a Segona Divisió. De nou a la categoria d'argent, el de Montmeló sumà 26 partits abans de fitxar pel FC Cartagena, de Segona B.
El 2009 entrà al Palamós CF i tingué una bona temporada a Tercera Divisió. Però a l'agost de 2010, amb el club degà immers en un procés de profunda remodelació, amb canvi de president i reducció de pressupost, acabà fitxant per l'EC Granollers, on malauradament es perdé tota la primera temporada a causa d'una fatídica lesió del lligament encreuat del genoll, a la primera jornada de lliga. En la segona campanya amb el club vallesà participà ja en 21 partits, aconseguint l'ascens a Primera Catalana. En els dos següents anys, però, les recurrents lesions li tornaren a privar de minuts de joc, cosa que el portà a posar punt final a la seva extensa carrera. Seguí lligat a l'Esport Club com a segon entrenador durant la temporada 2014-2015 i fins i tot s'hagué de tornar a vestir de curt davant les baixes en defensa de l'equip, essent convocat en sis ocasions però sense arribar a jugar.

## Palmarès
- 2 campionats de Segona Divisió B (2005-2006, 2008-2009)
- 1 campionat de Segona Catalana (2011-2012)

## Estadístiques
| Equip               | Temporada     | Divisió               | Lliga | Lliga | Prom. | Prom. | C. Rei | C. Rei | C. RFEF | C. RFEF | C. Cat. | C. Cat. | Total | Total |
| Equip               | Temporada     | Divisió               | PJ    | GM    | PJ    | GM    | PJ     | GM     | PJ      | GM      | PJ      | GM      | PJ    | GM    |
| ------------------- | ------------- | --------------------- | ----- | ----- | ----- | ----- | ------ | ------ | ------- | ------- | ------- | ------- | ----- | ----- |
| UDA Gramenet        | 1994-1995     | Segona B              | –     | –     | –     | –     | –      | –      | –       | –       | 1       | 0       | 1     | 0     |
| UDA Gramenet        | 1995-1996     | Segona B              | 14    | 1     | –     | –     | –      | –      | –       | –       | 1       | 0       | 15    | 1     |
| RCD Espanyol B      | 1996-1997     | Segona B              | 30    | 1     | –     | –     | –      | –      | –       | –       | –       | –       | 30    | 1     |
| RCD Espanyol B      | 1997-1998     | Segona B              | 34    | 1     | 2     | 0     | –      | –      | 1       | 0       | –       | –       | 37    | 1     |
| RCD Espanyol        | 1997-1998     | Primera Divisió       | 1     | 0     | –     | –     | 1      | 0      | –       | –       | 1       | 0       | 3     | 0     |
| Atlètic de Madrid B | 1998-1999     | Segona Divisió        | 23    | 1     | –     | –     | –      | –      | –       | –       | –       | –       | 23    | 1     |
| Atlètic de Madrid B | 1999-2000     | Segona Divisió        | 36    | 0     | –     | –     | –      | –      | –       | –       | –       | –       | 36    | 0     |
| CD Tenerife         | 2000-2001     | Segona Divisió        | 23    | 0     | –     | –     | 2      | 0      | –       | –       | –       | –       | 25    | 0     |
| CD Tenerife         | 2001-2002     | Primera Divisió       | 15    | 0     | –     | –     | 1      | 0      | –       | –       | –       | –       | 16    | 0     |
| CD Tenerife         | 2002-2003     | Segona Divisió        | 16    | 0     | –     | –     | 1      | 0      | –       | –       | –       | –       | 17    | 0     |
| Terrassa FC         | 2003-2004     | Segona Divisió        | 27    | 0     | –     | –     | –      | –      | –       | –       | 1       | 0       | 28    | 0     |
| Terrassa FC         | 2004-2005     | Segona Divisió        | 24    | 0     | –     | –     | 1      | 0      | –       | –       | –       | –       | 25    | 0     |
| UD Salamanca        | 2005-2006     | Segona B              | 23    | 2     | 4     | 0     | 1      | 0      | –       | –       | –       | –       | 28    | 2     |
| UD Salamanca        | 2006-2007     | Segona Divisió        | 26    | 1     | –     | –     | 1      | 0      | –       | –       | –       | –       | 27    | 1     |
| FC Cartagena        | 2007-2008     | Segona B              | 23    | 1     | –     | –     | 2      | 0      | –       | –       | –       | –       | 25    | 1     |
| FC Cartagena        | 2008-2009     | Segona B              | 2     | 0     | –     | –     | –      | –      | –       | –       | –       | –       | 2     | 0     |
| Palamós CF          | 2009-2010     | Tercera Divisió       | 29    | 1     | –     | –     | –      | –      | –       | –       | –       | –       | 29    | 1     |
| EC Granollers       | 2010-2011     | Preferent Territorial | 1     | 0     | –     | –     | –      | –      | –       | –       | –       | –       | 1     | 0     |
| EC Granollers       | 2011-2012     | Segona Catalana       | 21    | 1     | –     | –     | –      | –      | –       | –       | –       | –       | 21    | 1     |
| EC Granollers       | 2012-2013     | Primera Catalana      | 8     | 0     | –     | –     | –      | –      | –       | –       | 1       | 0       | 9     | 0     |
| EC Granollers       | 2013-2014     | Primera Catalana      | 5     | 0     | –     | –     | –      | –      | –       | –       | –       | –       | 5     | 0     |
| EC Granollers       | 2014-2015     | Primera Catalana      | –     | –     | –     | –     | –      | –      | –       | –       | –       | –       | –     | –     |
| Total carrera       | Total carrera | Total carrera         | 381   | 10    | 6     | 0     | 10     | 0      | 1       | 0       | 5       | 0       | 403   | 10    |